# Slaget vid Chibi
Slaget vid Chibi, även känt som slaget vid Röda klipporna, (kinesiska: 赤壁之戰; pinyin: Chìbì zhī zhàn) var en avgörande strid under perioden av De tre kungadömena i Kina.
Slaget vid Röda klipporna var ett klassiskt slag där de väldigt underlägsna genom list och tur ledde sina trupper till seger. Vintern 208 formade Liu Bei och Sun Quan sin första koalition för att stoppa Cao Caos sydliga expansion. De två sidorna råkade i strid vid Röda klipporna (nordväst om häradet Puqi i dagens Hubeiprovins). Cao Cao ståtade med 830 000 män (nutida historiker tror dock att det verkligan antalet låg runt 220 000 stycken), medan alliansen som mest hade 50 000 män.
Emellertid var Cao Caos män, i alla fall de norrifrån, dåligt anpassade för det sydliga klimatet och krigföring på vatten, och därmed började slaget med ett stort övertag. Vidare bröt en epidemi ut och underminerade styrkan hos Cao Caos armé. Eldtaktiken som användes av Huang Gai och Zhou Yu, chefsmilitära rådgivare till Liu Bei och Sun Quan, fungerade också effektivt emot Cao Caos fartyg, vilka var sammanbundna och elden spreds snabbt mellan skeppen. En majoritet av Cao Caos trupper antingen brändes till döds eller drunknade. De som försökte retirera till den närliggande stranden överfölls i bakhåll och tillintetgjordes av fiendens. Cao Cao själv undkom fienden men hans makt hade blivit kraftigt försvagad. Detsamma gällde Sun Quan, vilket lett till spekulationen att Zhuge Liang, Liu Beis främste strateg, frammanat slaget för att därigenom tillfoga såväl Sun som Cao skada.

## Slaget i litteraturen
Slaget vid Röda klipporna är idag främst känt genom den beskrivning som ges i den medeltida talspråksromanen Sanguo yanyi (Sagan om de tre kungarikena), men slaget är också ihågkommet i många dikter, exempelvis Tankar på det förflutna vid Röda klipporna av Songpoeten Su Shi.